# 191-й мотострелковый полк
191-й мотострелковый Нарвский Краснознамённый, ордена Александра Невского полк (сокр. 191 мсп) — тактическое формирование Сухопутных войск СССР и Российской Федерации.

## История полка

### ПериодВеликой Отечественной войны
Боевой путь 191-го мотострелкового Нарвского Краснознамённого, ордена Александра Невского полка ведёт начало с 1941 года, от формирования 191-го стрелкового полка (191-й сп).

Впервые 191-й стрелковый полк (191-й сп) был сформирован в августе 1941-го в составе 201-й стрелковой дивизии (201 сд).

Днём рождения полка считается 12 сентября 1941 года день принятия присяги воинами дивизии.

#### Полк в составе201-й стрелковой дивизии первого формирования
90 % бойцов и командиров сформированной дивизии являлись гражданами Латвийской ССР.

5 декабря 1941 года дивизия вошла в действующую армию.

С 20 декабря 1941 года по 14 января 1942 года во время Битвы за Москву, дивизия участвовала в тяжёлых боях под Наро-Фоминском и Боровском. Потери дивизии составили 55 % личного состава, в том числе рядовых — 58 %, младшего начальствующего состава — 30 %. Некоторые полки лишились более половины своего состава. Так, в 191-м стрелковом полку потери составили 70 % личного состава. Чтобы восстановить личный состав и провести передислокацию, 16 января 1942 года оставшиеся подразделения дивизии были отведены от линии фронта на переформирование.
2 февраля 1942 года 191-й стрелковый полк в составе 201-й стрелковой дивизии вновь был отправлен на фронт.
Состав 201-й сд первого формирования:
- 92-й стрелковый полк
- 122-й стрелковый полк
- 191-й стрелковый полк
- 220-й артиллерийский полк
- 193-й отдельный истребительно-противотанковый дивизион
- 230-я отдельная зенитная батарея (10-й отдельный зенитный артиллерийский дивизион)
- 33-й миномётный дивизион (до 15.9.1942)
- 112-я разведывательная рота
- 53-й отдельный сапёрный батальон
- 170-й отдельный батальон связи
- 49-й медико-санитарный батальон
- 10-я отдельная рота химический защиты
- 20-й автотранспортный батальон
- 14-я полевая хлебопекарня
- 813-й дивизионный ветеринарный лазарет
- 1476-я полевая почтовая станция
- 911-я полевая касса Госбанка

Полк оборонял Ленинград до 15 сентября 1942 года, когда 201-я сд была выведена с фронта в тыл и была расформирована.

191-й стрелковый полк понеся большие потери не был расформирован по причине сохранения боевого Знамени личным составом полка.

#### Полк в составе201-й стрелковой дивизии второго формирования
Для усиления советских войск в районе блокадного Ленинграда Ставка Верховного Главнокомандующего распорядилась заново сформировать 201-ю стрелковую дивизию.
Командующий Ленинградским фронтом генерал армии Л. А. Говоров 25 мая 1943 года подписал директиву о создании дивизии на базе расформированных стрелковых бригад, оборонявших Ленинград с 1941 года. В обновлённую дивизию вновь вошёл 191-й стрелковый полк, созданный из отдельных подразделений бригад морской пехоты Балтийского флота. Командиром полка стал подполковник Даниил Родионович Паршин. Дивизия второго формирования вошла в действующую армию 27 мая 1943 года и находилась на линии фронта до конца войны — 9 мая 1945 года.
Состав 201-й сд второго формирования:
- 92-й стрелковый Сестрорецкий Краснознамённый полк
- 122-й стрелковый полк
- 191-й стрелковый полк
- 220-й артиллерийский полк
- 198-й отдельный истребительно-противотанковый дивизион
- 112-я разведывательная рота
- 53-й сапёрный батальон
- 252-й отдельный батальон связи (256-я отдельная рота связи)
- 49-й медико-санитарный батальон
- 137-я отдельная рота химический защиты
- 20-я автотранспортная рота
- 556-я полевая хлебопекарня
- 813-й дивизионный ветеринарный лазарет
- 521-я полевая почтовая станция
- 476-я полевая касса Госбанка

В январе 1944 года полк в составе 201-й сд участвовал в наступлении на Гатчину. За первые сутки была преодолена тактическая глубина обороны противника. Разведчики-лыжники 191-го стрелкового полка захватили штаб немецкого полка в деревне Малое Замостье с секретной частью и знаменем.

13 февраля штаб дивизии получил шифрограмму: за освобождение города Луги дивизия была награждена орденом Красного Знамени.
Особо полк отличился в Ленинградско-Новгородской операции. Утром 24 июля вместе с 120-й стрелковой дивизией полк перешёл в атаку, но через сутки был остановлен противником, неся большие потери. В это время соединения 2-й ударной армии форсировали реку Нарва и начали обходить город с севера. Противник был вынужден перебросить резервы на север, чем создал благоприятную обстановку для нашего наступления с Нарвского плацдарма. 

27 июля 191-й стрелковый полк овладел высотой в районе Мерикюла, откуда просматривались окраины Нарвы и берег Финского залива. 92-й стрелковый полк встретился с частями 2-й ударной армии. Нарвская группировка противника оказалась полностью окружена. Город Нарва был освобождён. За эти бои приказом Верховного Главнокомандующего 191-му стрелковому полку было присвоено почётное наименование «Нарвский», а дивизии было присвоено почётное наименование «Гатчинская».
После освобождения Нарвы 201-я стрелковая Гатчинская Краснознамённая дивизия была сосредоточена в районе Латрианцкала. Началась подготовка к форсированию реки Вяйке-Эма-Йыги. Противник пытался сбросить 201-ю сд с удерживаемого плацдарма. 191-й стрелковый Нарвский полк понёс большие потери, в батальонах оставалось по 20-30 человек, выбыло из строя более половины офицеров, а в 7-й, 8-й и 9-й стрелковых ротах офицеров не осталось. За 8 дней боев дивизия прошла до 25-30 километров, освободила 35 хуторов и небольших сел, разгромила 23-й пехотный полк 12-й пехотной дивизии противника и два эсэсовских латышских батальона. Примечательно, что дивизия, первоначально называвшаяся Латышской, разгромила эсэсовские латышские формирования. За эти бои указом Президиума Верховного Совета СССР от 13 октября 1944 года 191-й стрелковый Нарвский полк, как первый принявший на себя основной удар и удержавший плацдарм, был награждён орденом Александра Невского. В дальнейшем полк в составе 201-й стрелковой Гатчинской дивизии участвовал в наступательных боях на Марниеке, Либаву и Виндаву, где и застал окончание Великой Отечественной войны.

### Послевоенный период
В августе 1945 года дивизия получила приказ передислоцироваться в Таджикскую ССР.

1 октября 1945 года последний эшелон с подразделениями дивизии прибыл в Душанбе. Полк занимался плановой боевой учёбой по программе горнострелковых войск.
В 1947 году 201-я стрелковая дивизия была переформирована в отдельную 325-ю стрелковую бригаду (325-я сбр).

В 1948 году 325-я сбр была развернута в 201-ю горнострелковую дивизию (201-я гсд). Части и подразделения получили вооружение по штатам горно-стрелковых частей. Артиллерия была переведена на конную тягу и получила на вооружение 76-мм горные пушки. Каждый учебный год заканчивался сдачей зачётов на значок «Альпинист СССР». Для этого весь личный состав должен был взойти на высоту не менее 4 тысяч метров.

В 1949 году дивизия участвовала в окружных учениях в районе станции Гузар Кашкадарьинской области Узбекской ССР.

4 марта 1955 года 201-я горнострелковая дивизия была переименована в 27-ю горнострелковую дивизию.
В марте 1957 года 27-я горнострелковая дивизия была переименована в 124-ю горнострелковую дивизию.

В 1958 году 124-я горнострелковая дивизия была свёрнута в 451-й горнострелковый полк (451-й гсп).

В 1960 году 451-й горнострелковый полк был развёрнут в 124-ю мотострелковую дивизию.

С 1963 года полки пополнились штатными танковыми ротами, затем — батальонами, и стали именоваться мотострелковыми. 191-й сп получил наименование 191-й мотострелковый Нарвский ордена Александра Невского полк.

В 1964 году 124-я мотострелковая дивизия была переименована в 201-ю мотострелковую дивизию.

В марте 1964 года 201-я мотострелковая дивизия (201-я мсд) была развернута по штатам военного времени и приняла участие в учениях. Совершив марш по маршруту Душанбе—Дехканабад—Керки, 201-я мсд атаковала условного противника. Командующий войсками ТуркВО генерал армии И. И. Федюнинский дал дивизии высокую оценку, которую Генштаб ВС СССР утвердил. После этих учений были произведены штатные изменения в сторону увеличения личного состава. Танки Т-34-85 были заменены на Т-54.

В 1970—1972 годах 201-я мсд проводила дивизионные учения с боевой стрельбой в Алайской долине в зимнее время, когда температура ночью доходила до минус 60 градусов Цельсия.

Впоследствии для 191-го мотострелкового полка (войсковая часть 63144) была избрана организационная форма кадрированного (неполного) состава.

В Душанбе в распоряжении полка был учебный горный полигон и штатная техника законсервированная на длительном хранении, и небольшая часть личного состава (14 человек).

В 1979 году полком командовал подполковник Редька Владимир Зиновьевич.

### 191-й полк в Афганской войне

#### Развёртывание полка и ввод в Афганистан
С началом Афганской войны директивой начальника Генштаба ВС СССР связано очередное, четвёртое по счету формирование полка.

В начале января в 191-й мотострелковый Нарвский ордена Александра Невского полк были призваны военнослужащие запаса. Они восстанавливали технику и перемещали её в район Термеза. Недокомплект грузовых машин брали из предприятий народного хозяйства.

В период с 12 января по 13 января 1980 года, для разворачивания штатов в Южной группе войск в Венгрии, на базе 93-й гвардейской мотострелковой Харьковской дважды Краснознамённой, орденов Суворова и Кутузова дивизии, дислоцированных в г. Кечкемет, Дебрецен и Сегед, происходит формирование личного состава 191-го мсп в количестве 2200 человек. В течение трёх суток личный состав полка был переброшен самолётами военно-транспортной авиации в Душанбе. Далее воинскими эшелонами под Термез. Полк был развёрнут до штатов военного времени, укомплектован техникой и вооружением. Линейные батальоны получили на вооружение БТР-70, танковый батальон — танки Т-55, артиллерийский дивизион — 85-мм дивизионные пушки Д-44, которые с начала 1981 года заменили на более практичные в условиях гор 122-мм гаубицы Д-30.

21 января 1980 года первым из состава полка в Афганистан вошёл 3-й мотострелковый батальон (3-й мсб).

3-й мсб до конца февраля 1980 года охранял участок дороги Хайратон—Кабул, а одна мотострелковая рота была передислоцирована в Мазари-Шариф.

2 февраля 1980 года боевое Знамя полка по понтонному мосту пересекло границу. Остальные подразделения прошли маршем до Пули-Хумри, где и разбили палаточный лагерь.
7 апреля полк маршем прошёл через перевал Саланг, Чарикар, Кабул и расположился в 25 км юго-восточнее г. Газни (143 километра юго-западнее Кабула) провинции Газни, на месте своей будущей постоянной дислокации в Афганистане. С этого момента 191-й мсп вышел из состава 201-й мсд и получил статус «отдельный» (191-й омсп или войсковая часть 39676).

#### Боевая деятельность полка

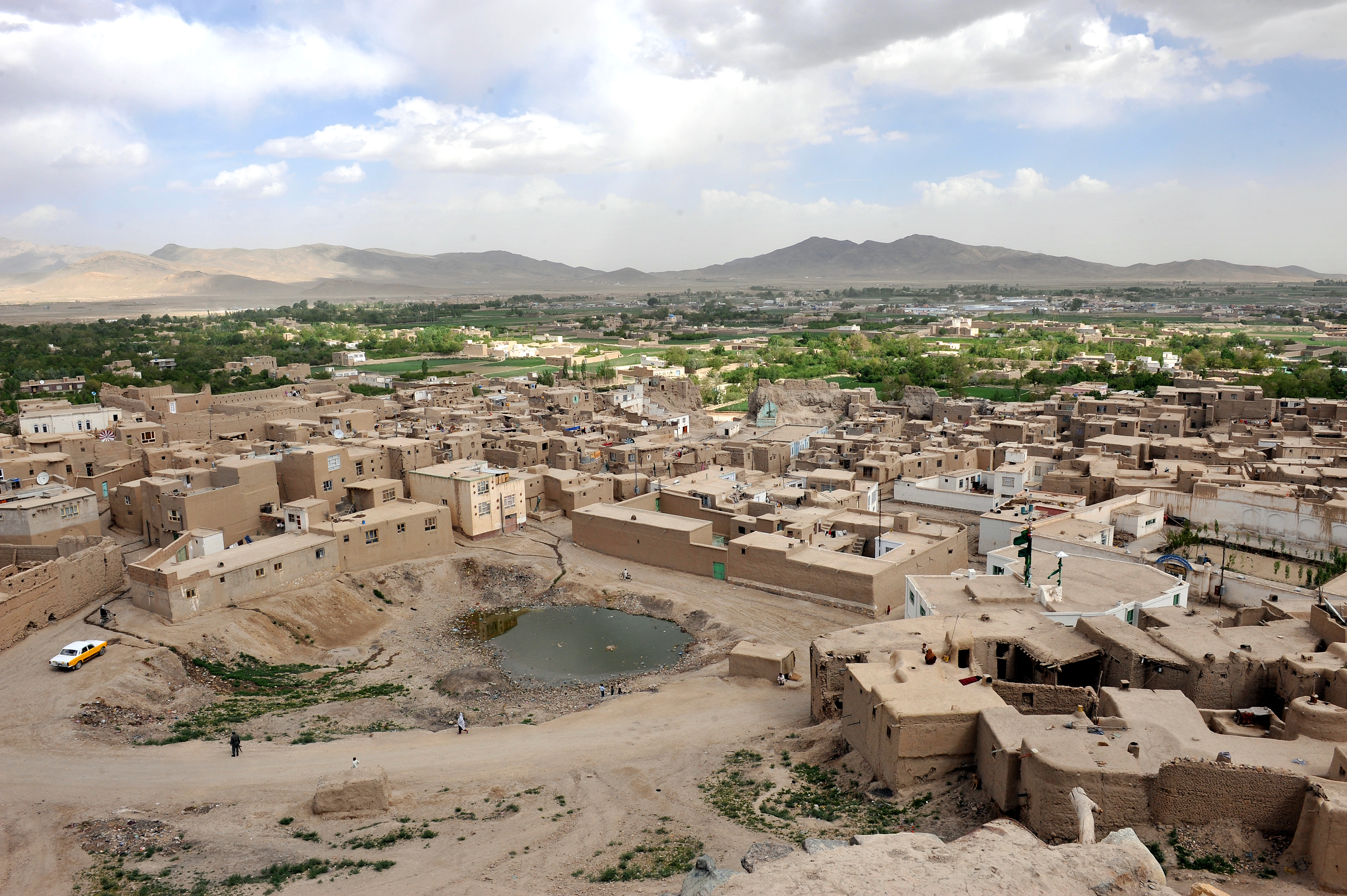
Город Газни, на юго-восточной окраине которого дислоцировался
191-й мотострелковый полк

191-й омсп находился в прямом подчинении штаба 40-й армии. Обладая личным составом в 2200 человек, 191-й омсп совместно с 56-й отдельной десантно-штурмовой бригадой (с личным составом в 2450 человек) дислоцированной в 60 километрах от него в г. Гардез провинции Пактия, являлись крупнейшими военными формированиями 40-й армии, выполнявшими боевые действия на широком участке южнее Кабула.

Также подразделения 191-го омсп частично контролировали важную дорогу, соединявшую Кабул и Кандагар.

До декабря 1981 года, до передислокации в Гардез 56-й одшбр, подразделения 191-го омсп выполняли функции сторожевого охранения аэродрома г. Гардез. Также до декабря 1981 года, до прибытия 1358-го отдельного батальона охраны (1358-й обо) подразделения 191-го омсп охраняли аэродром г. Газни.

С декабря 1983 года подразделения 191-го омсп также выполняли функции сторожевого охранения военного городка 177-го отдельного отряда специального назначения, дислоцированного возле полкового городка.

С 24 февраля по 5 марта 1984 года 191-й омсп принимал участие в крупной армейской операции у н. п. Суруби провинции Кабул. 2 марта к окончанию операции пешие группы эвакуировались вертолётами. В этот момент произошёл инцидент, когда по ошибке вертолётчиков в очерёдности эвакуируемых групп вместо эвакуации группы 191-го омсп, составлявшего командный пункт полка, была эвакуирована соседняя группа военнослужащих из 345-го отдельного гвардейского парашютно-десантного полка. В результате ошибки более удалённая от основных сил группа 191-го омсп в количестве 27 солдат, включая командира полка подполковника Владимира Голунова, оказалась в тяжёлой тактической ситуации. Часть приданных военнослужащих правительственной афганской армии, находившихся вместе с бойцами 191-го омсп, перешла на сторону наступавших афганских моджахедов. Для эвакуации были высланы 4 вертолёта Ми-8 без вертолётов прикрытия Ми-24. Командир полка организовал эвакуацию личного состава по своему усмотрению, отправив часть оставшихся афганских военнослужащих на первом и втором вертолёте, а сам покинул командный пункт с частью подчинённых на третьем по счёту вертолёте. Последний четвёртый вертолёт, который должен был забрать оставшихся 13 человек, попал под обстрел, в результате которого был ранен один из пилотов. С разрешения командования ВВС 40-й армии, вертолёт, не приступив к эвакуации, убыл в г. Кабул. Находясь на борту вертолёта, подполковник Голунов доложил о ситуации командованию и потребовал немедленной эвакуации оставшихся солдат. Ввиду невозможности высадки вертолётного десанта в ночных условиях, спасательную операцию перенесли на утро 3 марта. Утром высаженный десант обнаружил оставшихся 13 человек убитыми (4 офицера и 9 солдат). Подполковник Владимир Голунов был несправедливо обвинён в трусости и против него было возбуждено уголовное дело. Военная прокуратура ТуркВО, изучив все обстоятельства дела, сняла обвинения. Голунов был снят с должности и на его место был назначен Лев Рохлин.
В августе 1984 года за успешные боевые действия в ходе Панджшерских операций 191-му омсп было вручено переходящее Красное Знамя.

9 мая 1985 года за достигнутые успехи 191-й омсп наградили орденом Красного Знамени.

Для артиллерийской поддержки подразделений 191-го омсп в 1985 году к полку была прикомандирована 6-я реактивная артиллерийская батарея (6-я реабатр) на БМ-21 от 28-го армейского артиллерийского полка (28-й аап). Летом 1986 года, с перевооружением 28-го аап, 6-я реабатр введена в штат 191-го омсп как отдельная реактивная артиллерийская батарея.
1 декабря 1986 года в штате полка был сформирован полковой отряд пропаганды и агитации (АПО) по работе с местным населением.

За время пребывания в Газни в период с 7 апреля 1980 года по 31 мая 1988 года полк участвовал во всех войсковых операциях по уничтожению формирований афганских моджахедов в своей зоне ответственности (провинции Газни, Логар, Пактика, Забуль, Вардак).

Кроме боевых рейдов по своей зоне ответственности 191-й омсп привлекался для Панджшерских операций и операции Магистраль. К осени 1987 года в полку произведена замена бронетехники — БТР-70 заменили на БТР-80 .

#### Вывод полка и расформирование
С начала 1988 года начинается подготовка к выводу воинских частей 40-й армии в зоне ответственности 191-го омсп.
В середине мая были передислоцированы в Кабул 177-й и 668-й отдельные отряды специального назначения.

С раннего утра 29 мая 1988 года полковая колонна 191-го омсп начала марш-бросок для вывода с территории Афганистана. Вместе с ним были выведены 239-я отдельная вертолётная эскадрилья, 249-я отдельная рота аэродромно-технического обеспечения и 1358-й отдельный батальон охраны, дислоцировавшиеся на аэродроме г. Газни.
Перед выводом командование 191-го омсп и представители особого отдела провели планомерную дезинформацию среди местного населения относительно маршрута вывода полка. Вместо предполагаемого афганскими моджахедами короткого пути вывода, напрямую в северном направлении по дороге от Газни до Кабула протяжённостью в 143 километра, в штабе 40-й армии приняли решение выводить 191-й омсп более длинным маршрутом в 210 километров через г. Гардез, расположенный северо-восточнее.
Расчёт на то, что формирования противника сконцентрируются для нанесения удара по выводимой полковой колонне на дороге Газни-Кабул, полностью оправдал себя и полк без потерь добрался до г. Гардеза. Боевое охранение полковой колонны на участке дороги Гардез-Кабул обеспечивали подразделения 56-й огдшбр:

…Накануне вывода командование и особый отдел проводили дезинформацию относительно истинного маршрута движения. Перед выводом полка подразделения второго батальона выехали на блокирование дороги и перевала в Гардез. Весь полк уходил разом, разделившись на три группы. Колонны шли маршем с небольшим промежутком. С собой забрали технику, вооружение, кровати и матрасы с постельным бельём. Знамя части перевозила разведрота полка. Всё остальное просто осталось на афганской земле. И никому конкретно не передавалось. В день выезда на рассвете был дан прощальный троекратный залп реактивных установок БМ-21 по болевым точкам. И полковая колонна двинулась в Союз. До Гардеза доехали без потерь и приключений. Такой маршрут стал полной неожиданностью для душман…— 
3 июня 1988 года первая колонна 191-й омсп вошла на территорию СССР в районе г. Термез.
В течение месяца полк был переведён на кадрированный (неполный) штат и передан в состав 201-й мсд, вернувшейся на место довоенной дислокации в Таджикской ССР после вывода из Афганистана к 15 февраля 1989 года. Бывший 191-й омсп, вошедший в состав 201-й мсд, утратил статус отдельного и стал 191-м мсп .

#### Потери полка в Афганистане
Безвозвратные потери личного состава 191-го омсп по годам составили:
- 1980 год — 68 человек
- 1981 год — 24
- 1982 год — 75
- 1983 год — 42
- 1984 год — 121
- 1985 год — 73
- 1986 год — 62
- 1987 год — 33
- 1988 год — 11

Всего: 509 человек.

### Полк в Таджикистане
В связи с распадом СССР и началом гражданской войны в Республике Таджикистан летом 1992 года, командованием ВС РФ были приняты меры по стабилизации ситуации.
В этих условиях указом Президента РФ от 9 сентября 1992 года «О переходе под юрисдикцию Российской Федерации воинских формирований, находящихся на территории Республики Таджикистан», приказом Министра обороны РФ от 22 сентября 1992 года № 47 части 201-й мсд в полном составе были включены в состав Сухопутных войск РФ. 201-я мотострелковая дивизия твёрдо выступила в качестве нейтральной силы на переговорах противоборствующих группировок. Под свою охрану российские войска взяли особо важные народнохозяйственные и военные объекты.
После событий 13 июля 1993 года на 12-й погранзаставе Московского погранотряда, на которую напал отряд афганских моджахедов, решением Правительства РФ были разработаны и в течение августа-октября 1993 года, практически осуществлены мероприятия по усилению группировки российских войск в Таджикистане.
В соответствии с директивой Министра обороны РФ от 19 июля 1993 года № 312/1/0111ш — 201-я мсд была доукомплектована, в её состав включены 41-я отдельная вертолётная эскадрилья и два отдельных артиллерийских дивизиона.
Также в Таджикистане появилась и авиационная группировка ВВС РФ.
Для оказания практической помощи в укреплении режима охраны и обороны таджикско-афганской границы от 201-й мсд были выделены два усиленных батальона (от 191-го мсп и 149-го гв.мсп).
В готовности к немедленным действиям в случае прорыва крупными силами вооружённой оппозиции таджикско-афганской границы в дивизии были созданы четыре бронегруппы и четыре тактических воздушных десанта (общей численностью свыше 500 человек). Кроме того, силами инженерно-сапёрных подразделений дивизии был выполнен комплекс работ по инженерному оборудованию застав Московского пограничного отряда. Всё это позволило значительно укрепить возможности России по прикрытию южной границы СНГ и создать предпосылки для начала развития межтаджикского переговорного процесса.
В 2004 году 201-я мсд была переформирована в 201-ю военную базу.
1 декабря 2009 года 191-й мотострелковый Нарвский Краснознамённый, ордена Александра Невского полк был расформирован. На его базе были созданы 969-й отдельный мотострелковый Нарвский Краснознамённый ордена Александра Невского батальон, 730-й отдельный гаубично-самоходный артиллерийский дивизион, 56-я отдельная огнемётная рота, 31-я отдельная медицинская рота, зенитно-ракетный дивизион, также дислоцирующиеся в г. Курган-Тюбе .
В 2014 году полк был воссоздан. В 2016 г. расформирован с переходом 201-й базы на бригадную ОШС.

## Герои Советского Союза
Военнослужащие 191-го омсп получившие звание Героя Советского Союза в Великой Отечественной и Афганской войне:
- Амяга Георгий Васильевич. Сайт «Герои страны». — 24 марта 1945 года
- Опарин Александр Яковлевич. Сайт «Герои страны». — 20 сентября 1982 года

## Командиры
Неполный список командиров 191-го мотострелкового полка:
- Редька, Владимир Зиновьевич — 1979—1980
- Кравченко, Михаил Алексеевич — 1980—1982
- Борзых, Владимир Петрович — 1982—1983
- Голунов, Владимир Евгеньевич — 1983—1984
- Рохлин, Лев Яковлевич — январь 1984— ноябрь 1984
- Суринов, Валерий Петрович — 1984—1986
- Щербаков, Валерий Макарович — 1986—1988
- Оленич Николай Николаевич — 1988—1990
- Меркулов Евгений Алексеевич — 1990—1997
- Касперович, Дмитрий Валерьевич — 2007—2009[11]